# 牛瘪火锅
牛瘪火锅，是中国贵州黔東南州的一種火锅，以牛胃與牛小腸中未完全消化的草料为食材。制作牛瘪火锅前一般用上等青草加中草药材喂饱牛。宰杀后把牛胃及小肠內未完全消化的食物拿出来，挤出其中液体，加入牛胆汁及佐料放入锅内文火慢熬后食用。在榕江縣附近則還有一種類似做法的羊癟火鍋。
牛瘪火锅在当地民间被认为有健胃消食的功效，但此说法也遭到专家的质疑。